# Communauté de communes de Cernay et environs
Die Communauté de communes de Cernay et environs ist ein ehemaliger kommunaler Zusammenschluss (Communauté de communes) von vier Gemeinden in der ehemaligen Region Elsass mit einer Fläche von 49,65 km² und 15.766 Einwohnern (2008). Sie fusionierte mit Wirkung vom 1. Januar 2013 mit der Communauté de communes du Pays de Thann und bildete so die neue Communauté de communes Thann-Cernay.
Mitgliedsgemeinden:
- Cernay
- Steinbach
- Uffholtz
- Wattwiller